# 文化战争
文化战争主要指文化及社会思想领域的冲突，在不同国家和不同语境有不同的含义。文化戰爭可能會帶來政治及意識形態的衝突。

## 定義
文化战爭被认为始于1960年代的民权运动。
在美国、英国及其他西方国家，文化战争（culture war）指不同意识形态派别，主要是传统派/保守派（右派）、进步主义/自由主义/社会民主主义（自由派/左派）之间的价值冲突，主要体现在政治、历史教育和科学教学大纲的争论，爭议包含多元文化主义、如何看待原住民权益、文化相对主义、道德相对主义、学校教授無神进化论、神導演化論或神创论、女性主义与性別平等、堕胎、枪支管制、氣候变化、移民、难民、政教分离、毒品战爭（全面禁止毒品及拘捕毒販；或全面开放药物，但實施政府管制如大麻禁止非法贩賣）、性交易（全面禁止性交易及取缔；或容许性交易，但實施政府管制如性工作者必須定期進行性病测试）、LGBT权益（包括同性婚姻）、宗教自由（少数宗教及無宗教信仰者的权益）、新聞自由、言论自由、反恐与审查等。James Davison Hunter在1991年发表了《文化战争：界定美国的斗争》（Culture Wars: The Struggle to Define America）。
在澳大利亚也存在着这一概念，特别是历史学中，其主要涉及的是该国历史，尤其是对待澳大利亚原住民的态度。
在中国，可以指一个国家向另一个国家推广其文化产品如电影、书籍等，依靠文化这种精神手段以达到同化目的。在这个意义上等同于文化侵略。